# Subaşı, Defne
Subaşı là một thị trấn thuộc huyện Defne, tỉnh Hatay, Thổ Nhĩ Kỳ. Dân số thời điểm năm 2011 là 3.865 người.